# リニー＝ユッセ
リニー＝ユッセ（Rigny-Ussé）は、フランス中部のサントル＝ヴァル・ド・ロワール地域圏のアンドル＝エ＝ロワール県に属するアンドル川沿いのコミューンである。
『眠れる森の美女』のお城のモデルであるユッセ城がある。